# 虎狛神社 (調布市)
虎狛神社（こはくじんじゃ）は、東京都調布市佐須町の深大寺周辺にある神社。祭神は大歳御祖神。武蔵国多摩郡の延喜式内「虎柏神社」の論社。旧社格は郷社、旧佐須村の鎮守。

## 由緒
崇峻天皇2年（588年）2月に、大歳御祖神を勧請し創建された。
その後、満功上人か天平5年（732年）に深大寺を創建した。虎狛神社に満功上人の祖父母が祀られ、深大寺の守護神とした。
満功上人の祖母「虎」、里長だった祖父「右近」が住んでいた佐須村の旧名「狛野の里」が、社名「虎狛」の起源とされている。なお、満功上人の祖母は、朝鮮半島からの渡来人と考えられている。
その後、満功上人が天平勝宝2年（750年）に創建した虎柏山日光院「祇園寺」が虎狛神社の別当となり、江戸時代まで祭司を行った。
虎狛山祇園寺には、満功上人の父母が祀られている。満功上人の父「福満」は渡来人、母は祖父「右近」と祖母「虎」の娘であった。
社格
- 明治6年（1873年） - 郷社[4]

## 祭神
主祭神
- 大歳御祖神（おおとしみおやのかみ）[2]

相殿神
- 倉稲魂命（うかのみたまのみこと）[5]

## 文化財

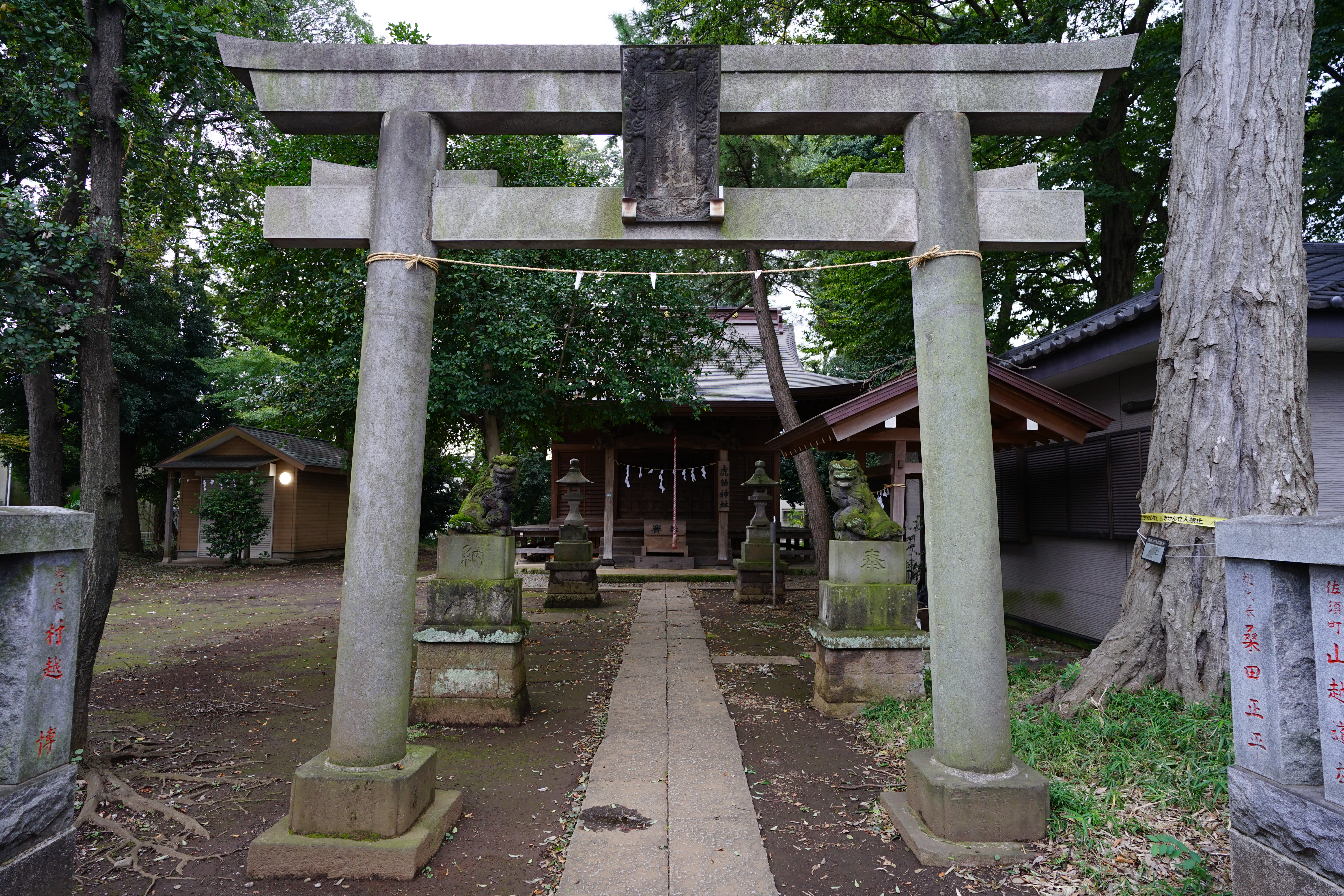
鳥居
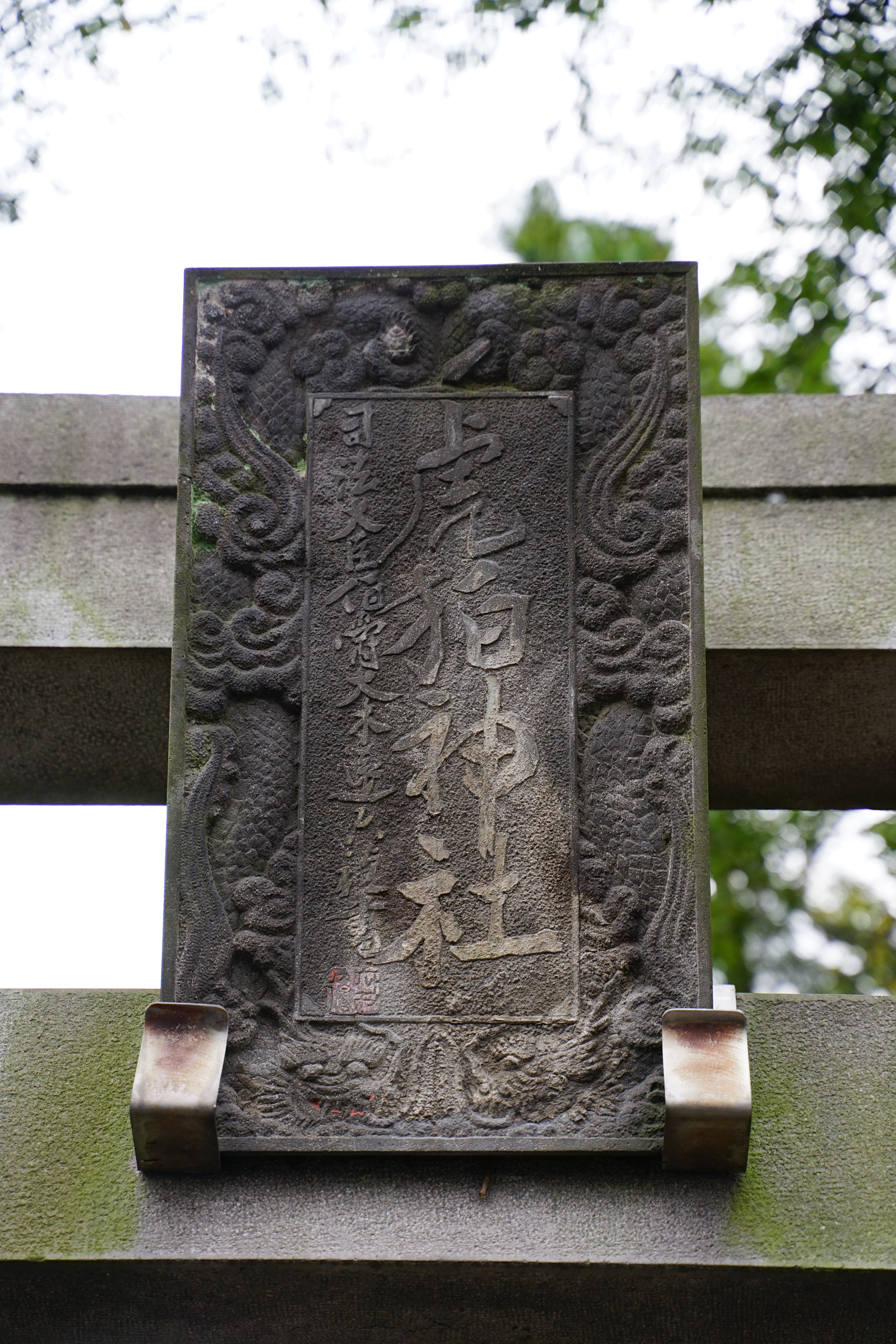
鳥居の扁額
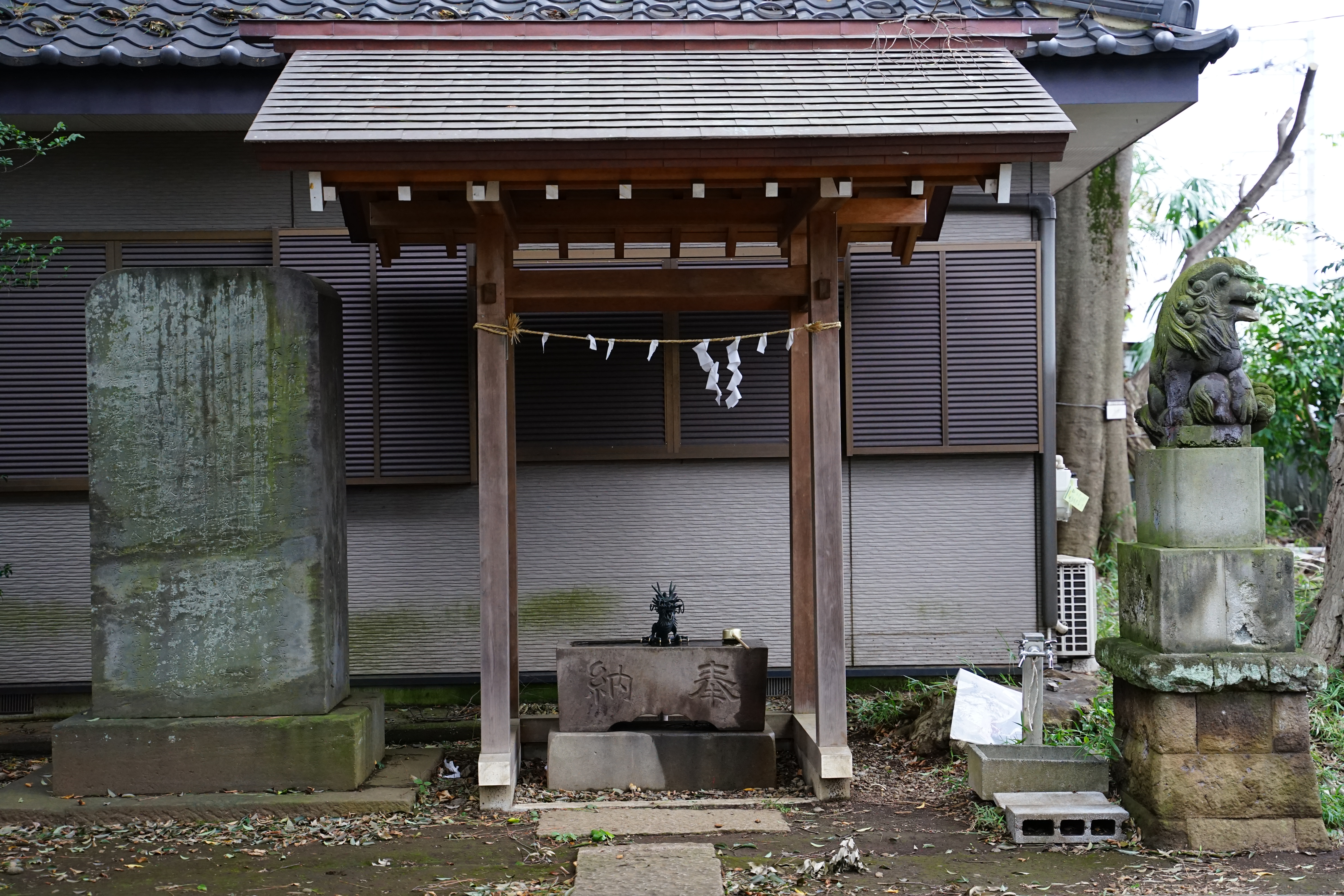
手水舎
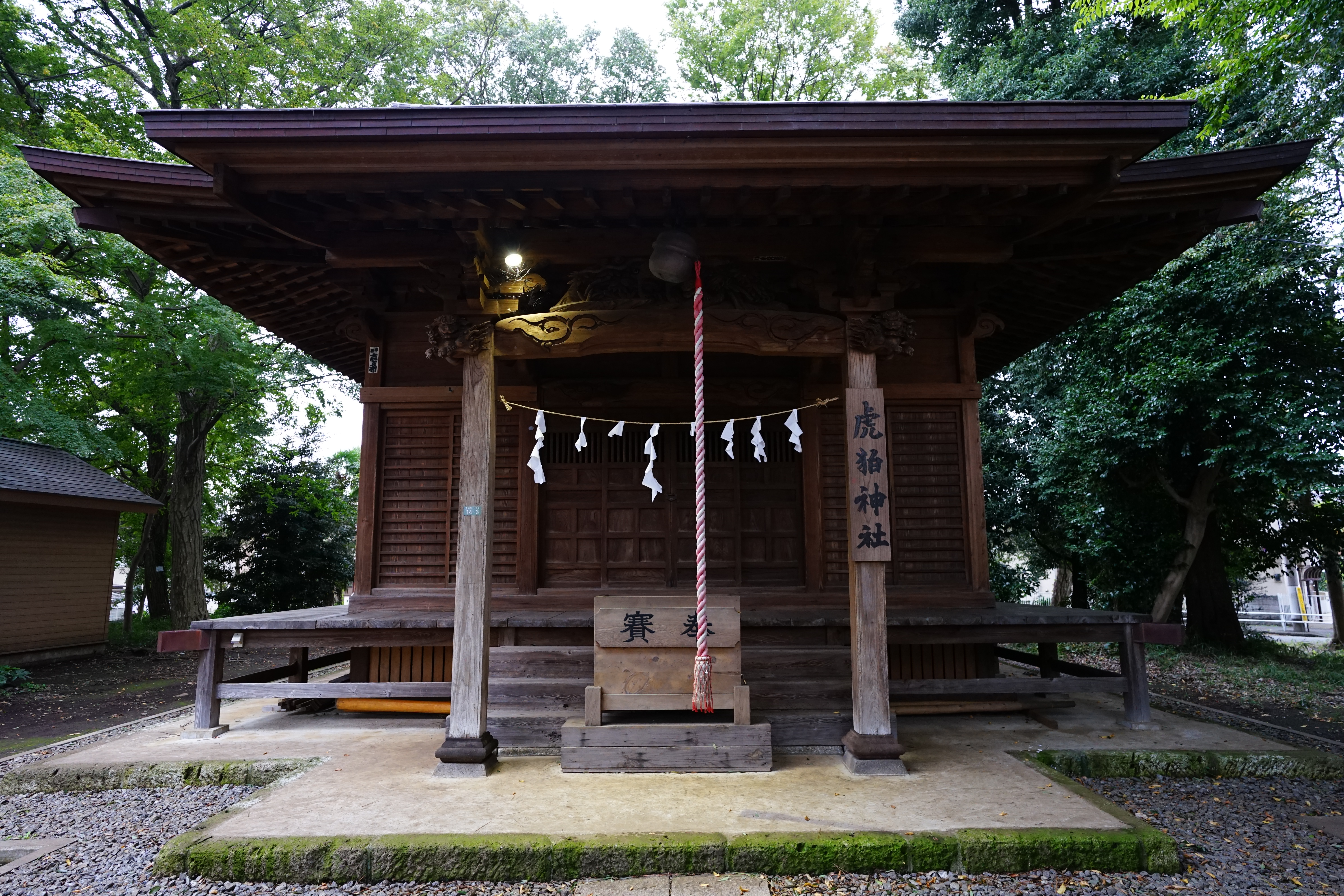
拝殿

調布市指定有形文化財

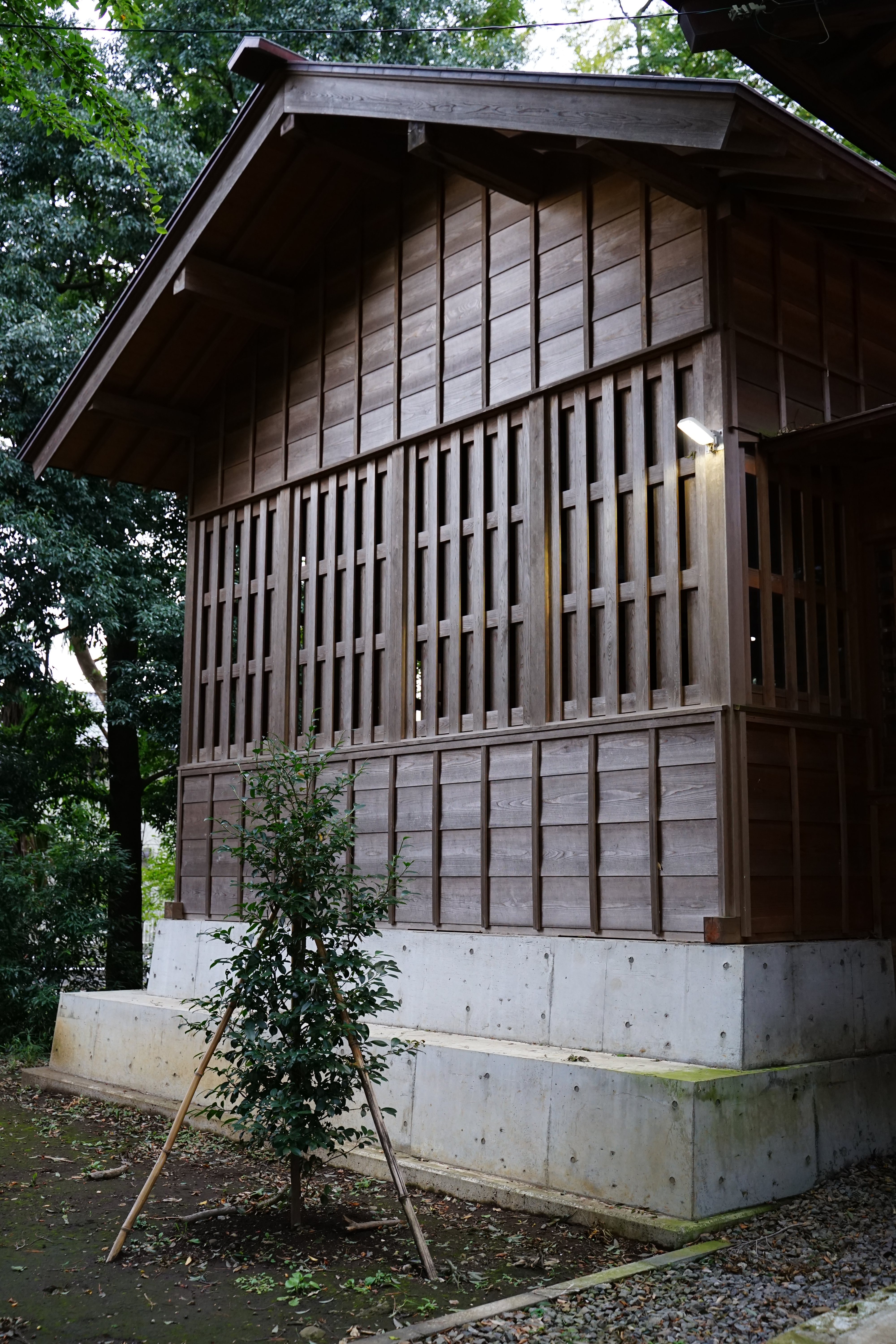
本殿

- 本殿（市指定有形文化財）（平成24年3月30日）

天和3年（1683年）に建立された。文化12年（1815年）に修復された。建築形式は、一間社流造りの見世棚造り。当初の屋根は茅葺だったが、現在は銅板葺となっている。
- 本殿附棟札三枚（市指定有形文化財）（平成24年3月30日）

天平勝宝2年（750年）の棟札には『奉再建』と刻まれていた。
天和3年（1683年）の棟札には『奉造社頭一』と刻まれていた。
文化12年（1815年）の棟札には、修復した旨が刻まれていた。
その他
- 鳥居

文政11年（1828年）建立された、石造りの鳥居。
- 狛江郷佐須邨虎狛神社之碑

佐須村名主の温井義邦が文章、深大寺住職の79世堯偏が筆をとり、氏子達が文政11年（1828年）に建立した。
- 狛犬

明治41年建立
- 拝殿

- 鳥居
- 鳥居の扁額
- 手水舎
- 拝殿

## 境外社
温井豊後が建立した以下の神社を明治44年（1911年）に合祀したが、昭和17年（1942年）に旧地に再祀された。
- 佐須神明宮

祇園寺の東側に隣接している。

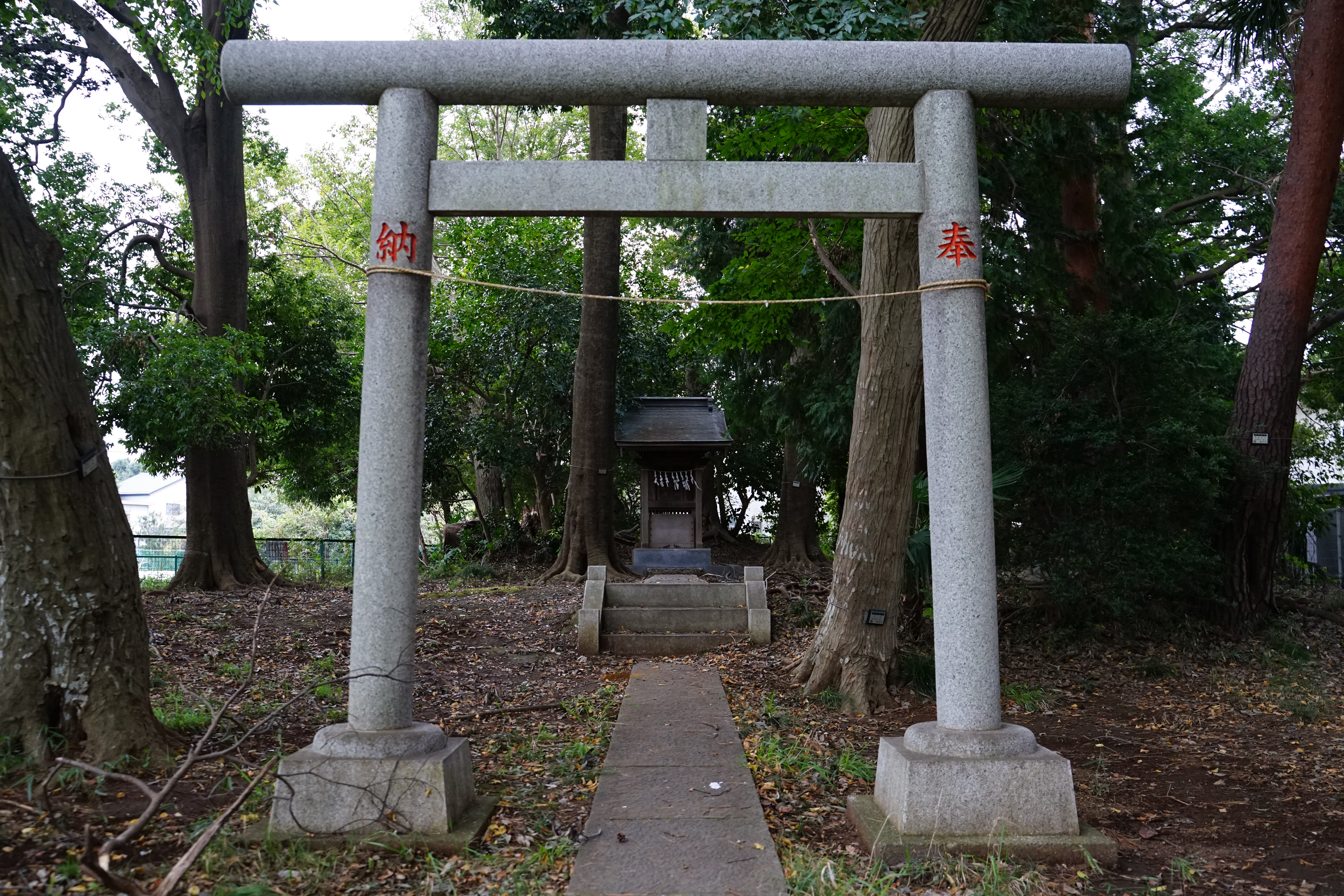
佐須神明宮

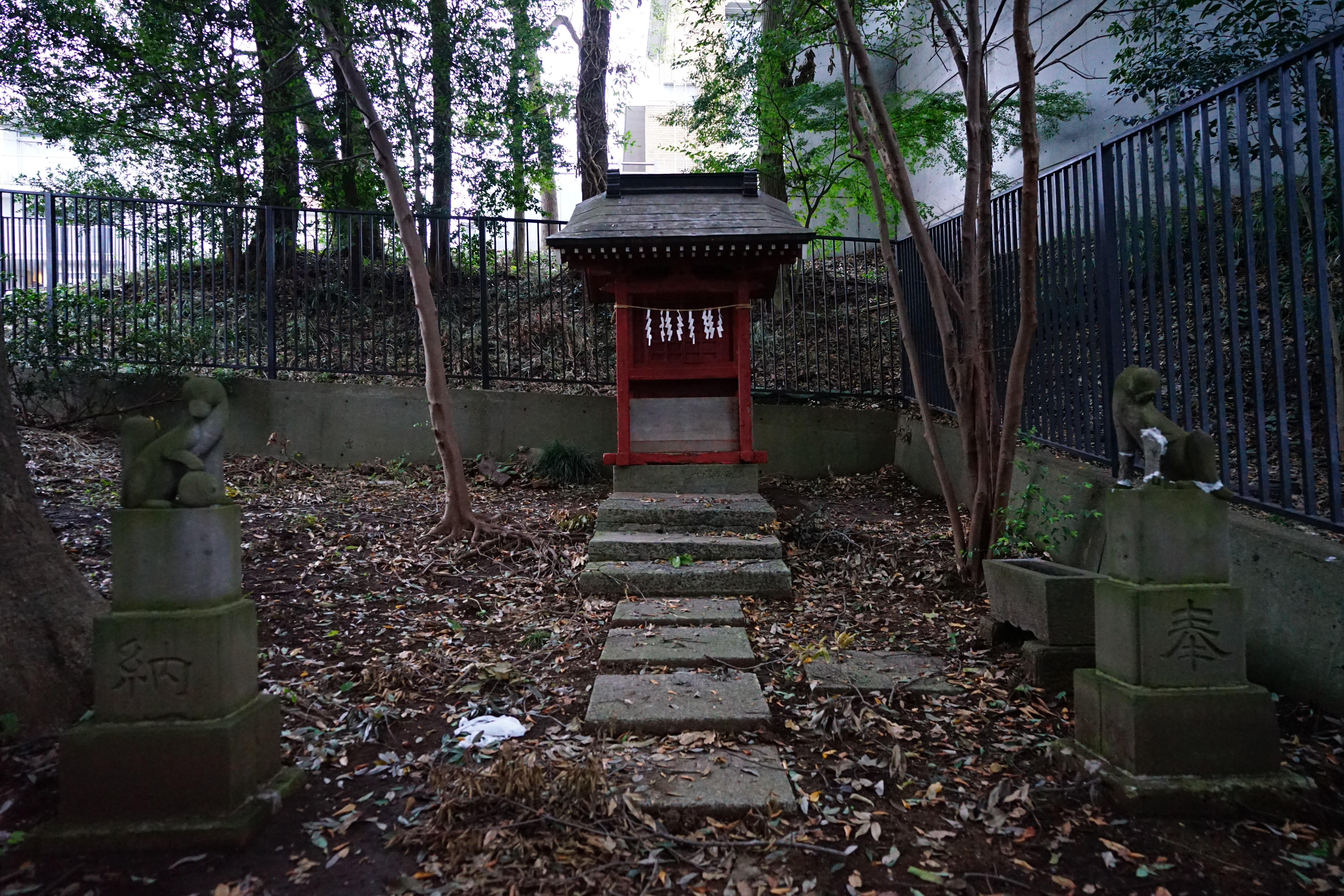
樫の木稲荷

[住所] 東京都調布市佐須町4丁目43−5
[旧別当] 祇園寺
[祭神] 天照皇大神（あまてらすおおかみ）
[行事] 例大祭（12月13日）
- 樫の木稲荷

晃華学園の敷地内の南西角に鎮座している。武蔵七党の西党に属していた「狛江入道」の館跡と伝えられている。
[住所] 東京都調布市深大寺南町2丁目14−7
[祭神] 倉稲魂命（うかのみたまのみこと）
[行事] 初午祭（2月初午の日）

## 行事[5]
- 月祭（1月、10月を除く毎月13日）
- 虎狛神社元旦祭（1月1日）
- 稲荷神社初午祭（2月初午の日）
- 虎狛神社大祭（10月第1日曜日）
- 神明宮大祭（12月13日）
- 新嘗祭（12月13日）

## その他

### つげ義春
- 野川沿いの小道とともにつげ義春の散歩コースになっており、『散歩の日々』などの作品に描かれた[8][9]。

## 交通
- JR中央線三鷹駅から京王バス「調布駅」行に乗車。バス停「佐須」下車。徒歩5分。
- 京王線調布駅から京王バス「三鷹駅」行に乗車。バス停「佐須」下車。徒歩5分。
- 京王線調布駅北口から調布市ミニバス北路線巡回に乗車。バス停「虎狛神社」下車。
- 京王線調布駅北口から調布市ミニバス「都営深大寺住宅前」行に乗車。バス停「虎狛神社」下車。

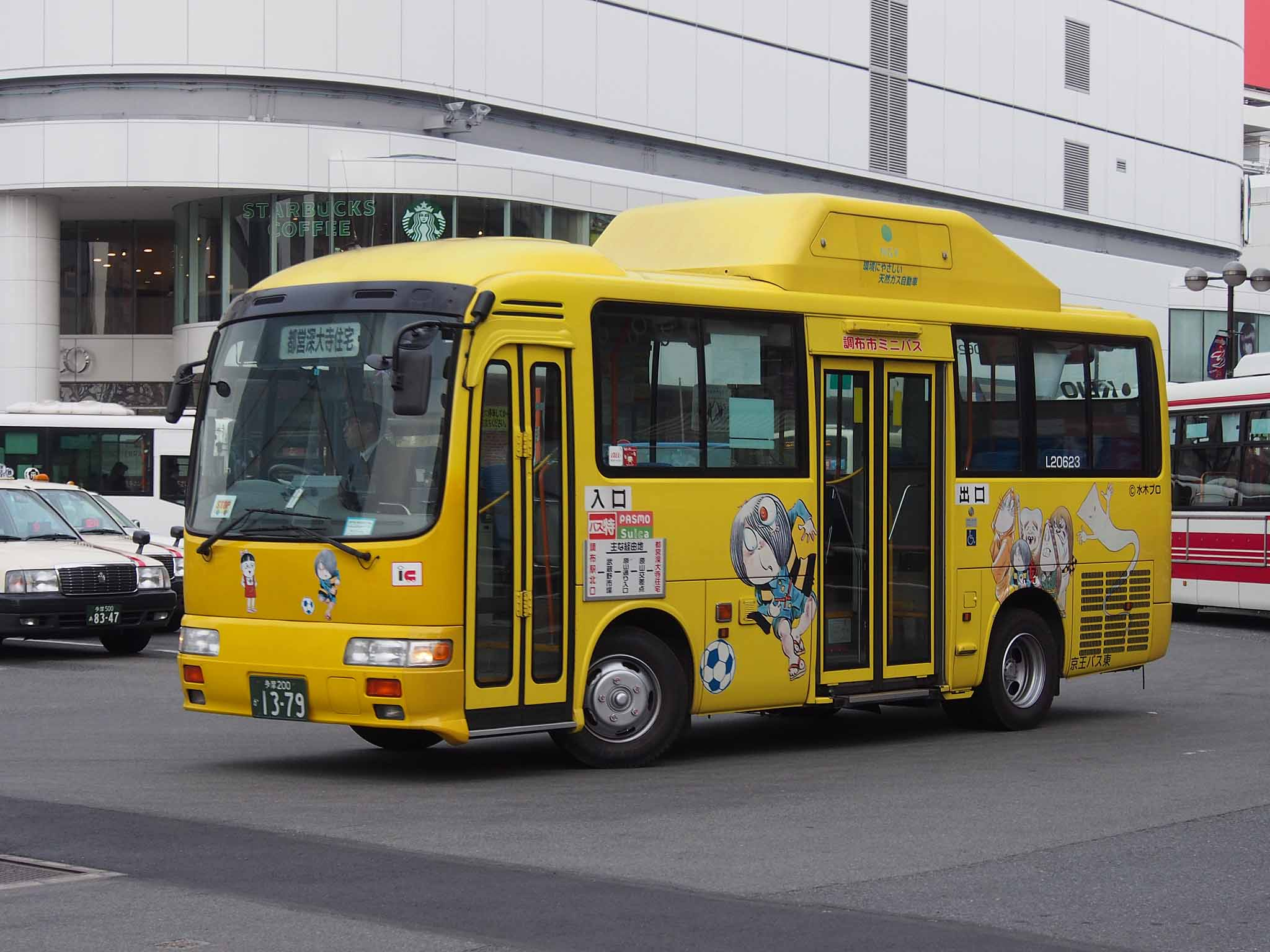
調布市ミニバス

## 関連文献
- 斎藤長秋 編「巻之三 天璣之部 狛江入道舊館地」『江戸名所図会』 2巻、有朋堂書店〈有朋堂文庫〉、1927年、302-303頁。NDLJP:1174144/156。